# Cosmia confinis
Cosmia confinis là một loài bướm đêm trong họ Noctuidae.